# Purimtaler
Purimtaler ist die Bezeichnung, unter der ein in Erfurt 1632 geprägter Taler bekannt ist. Er hat die Nummer 4546 im Talerverzeichnis von Davenport und wird von Kirschner als Beispiel für Denk-, Schau- und Spottmünzen mit jüdischem Bezug angeführt.

## Geschichtlicher Hintergrund
Als der Taler geprägt wurde, wütete der Dreißigjährige Krieg und Erfurt war von den Truppen des schwedischen Königs Gustav II. Adolf besetzt. Der Taler rühmt mit einem mehrzeiligen Text auf der Rückseite (Revers) den Sieg des protestantischen Schwedenkönigs über das kaiserliche Heer unter Tilly in der Schlacht bei Breitenfeld in der Nähe von Leipzig vom 7. Septemberjul. / 17. September 1631greg..
Am 7. September 1632 war in Erfurt ein „Purimfest“ im Andenken an die Wiedereinführung der protestantischen Predigt und den vor Jahresfrist erfolgten Sieg bei Breitenfeld gefeiert worden. Dabei wurde die Rettung der Juden im Perserreich, an die das jüdische Purim erinnert, mit der Rettung der Protestanten im Heiligen Römischen Reich durch Gustav Adolf parallelisiert.
Der Taler wurde anlässlich dieser Gedenkfeier geschlagen. Der Taler wird von Kroha als „legendenumwoben“ bezeichnet, da Gustav Adolf zwei Monate nach Ausgabe der Münze in der Schlacht bei Lützen fiel.

## Inschriften

### Vorderseite

#### Umschrift
| Gustavus Adolphus a Domino missus vivat |  | „Gustav Adolf, vom Herrn gesandt, lebe!“ |

#### Mitte
JHWH im Strahlenkranz; darunter:
| Dextera tua Domine percussit inimicum |  | „Deine Rechte, Herr, hat den Feind zerschmettert“ (Ex 15,6 ). |

### Rückseite

#### Umschrift
| Dies Purim Evangelicor[um] A[nno] MDCXXXII VII Sept[embris] Erfurti celebrati |  | „Purimtage der Evangelischen, im Jahr 1632 am 7. September zu Erfurt gefeiert“ |

#### Mitte
| Deo ter opt[imo] max[imo] gloria et laus, qui Gustavo Adolpho Svecorum Gothorum Wand[orum]que Regi contra caesareanum ac ligisticum exercitum victoriam tribuit ad Lipsiam die VII sept[embris] anno MDCXXXI |  | „Gott, dem dreimal Besten und Größten, sei Ehre und Lob, der Gustav Adolf, dem König der Schweden, Goten und Wenden, gegen das kaiserliche und Liga-Heer den Sieg gewährte bei Leipzig am 7. September 1631.“ |

## Belege
1. ↑  Bruno Israel Kirschner (1939) Judaica in nummis. Monatsschrift für Geschichte und Wissenschaft des Judentums 83:590-605
2. 1 2 3  Purimtaler. In: Tyll Kroha: Lexikon der Numismatik. Bertelsmann Lexikon-Verlag, Gütersloh 1977, ISBN 3-570-01588-2, S. 347.
3. ↑  Dominik Fugger (2013) Im Schatten der Saturnalien. In: Dominik Fugger (Hrsg.) Verkehrte Welten? Forschungen zum Motiv der rituellen Inversion. Walter de Gruyter, S. 11–38